# Структура (диференціальна геометрія)
Структурою на многовиді, геометричною величиною або полем геометричних об'єктів називається перетин розшарування, асоційованого з головним розшаруванням кореперів деякого многовиду {\displaystyle M}. Інтуїтивно геометричну величину можна розглядати як величину, значення якої залежить не тільки від точки {\displaystyle x} многовиду {\displaystyle M}, але й від виду кореперу, тобто від вибору інфінітезимальної системи координат у точці {\displaystyle x}.